# Lubukusu jezik
Lubukusu jezik (ISO 639: bxk; bukusu), nigersko-kongoanski jezik centralne bantu skupine zone J, kojim govori oko 565 000 ljudi (1987 BTL) u provinciji Western, distrikt Bungoma. Član je makrojezika oluluyia [luy].
Ima dva dijalekta bukusu i tachoni (tachon; 47 000, Heine and Möhlig 1980). Govore se i susjedni jezici, a u školi se uče kiswahili [swh] i engleski [eng].

## Vanjske poveznice
- Ethnologue (14th)
- Ethnologue (15th)